# Google Calendar
Google Calendar es una agenda y calendario electrónico desarrollado por Google. Permite sincronizarlo con los contactos de Gmail de manera que podamos invitarlos y compartir eventos. Está disponible desde el 13 de abril de 2006. Aunque los usuarios no están obligados a tener una cuenta de Gmail, sí deben disponer de un Cuenta de Google para poder usar el software. Google Calendar junto con Gmail, Google Docs y Google Talk; el 7 de julio de 2009, dejaron su calidad de Beta y pasaron a ser productos terminados.

## Características
La interfaz de Google Calendar es similar a otras utilidades de calendario para escritorio tales como Microsoft Outlook o iCal para Mac OS X. La interfaz con tecnología AJAX permite a los usuarios ver, agregar y aún arrastrar y soltar eventos de una fecha a otra sin recargar la página.
Ofrece una variedad de vistas, tal como semanal, mensual y agenda.
Los usuarios pueden agregar rápidamente eventos de calendario tecleando frases en lenguaje natural, tal como "Cena con José mañana 7pm" pero siempre con un límite de caracteres. Los usuarios pueden también fijar el número de días a mostrar en su modo de vista personalizada. Todos los eventos en un Google Calendar pueden ser comentados por los usuarios.
Los eventos se almacenan en línea, lo que significa que el calendario puede ser visto desde muchos lugares. En caso de que un usuario experimente una falla de disco duro, también significa que ninguna información se pierde. La aplicación puede importar archivos de calendario de Microsoft Outlook (.csv) e iCalendar (.ics, el formato abierto de facto de archivo de
calendario), aunque en esta etapa sólo cuando los campos están en formato EE. UU. [cita requerida] Múltiples calendarios pueden ser agregados y compartidos, permitiendo varios niveles de permisos para los usuarios. Esto permite la colaboración y compartir horarios entre grupos o familias. Existen también calendarios generales disponibles para importar en la cuenta del usuario que contienen las fiestas nacionales de varios países.

## Compartir calendarios
Google Calendar permite que múltiples calendarios sean creados y mostrados en la misma vista. Estos también pueden ser fácilmente compartidos, ya sea de solo lectura o con control completo, y solo para personas especificadas o para todos. Por ejemplo, hacer un calendario compartido para cada equipo o club deportivo, y un calendario separado para eventos privados. Los eventos de ambos se muestran lado a lado en el mismo calendario, en diferentes colores.

## Sincronizar calendarios
Google Calendar soporta el protocolo CalDAV. Este protocolo nos permite sincronizar nuestro calendario en línea con la agenda que utilicemos habitualmente. Entre las agendas más conocidas que soportan este protocolo están Microsoft Outlook, iCal, Lightning y Sunbird. Google ha publicado una aplicación (Google Calendar Sync), que es la que gestiona esta sincronización.

## Compatibilidad
Dado que Google Calendar es una aplicación web, puede ejecutarse en cualquier sistema operativo que disponga de un navegador capaz de soportar las tecnologías web requeridas. Debido a que usa características avanzadas de tecnologías bastante recientes, la compatibilidad con navegadores incluye a Microsoft Internet Explorer 6+, Mozilla Firefox 1.0+, Opera 9, Safari 2.0.3 y Google Chrome, provocando errores de renderizado o incluso fallando totalmente en la carga de las páginas en otros navegadores menos populares.[cita requerida]